# James L. Nelligan

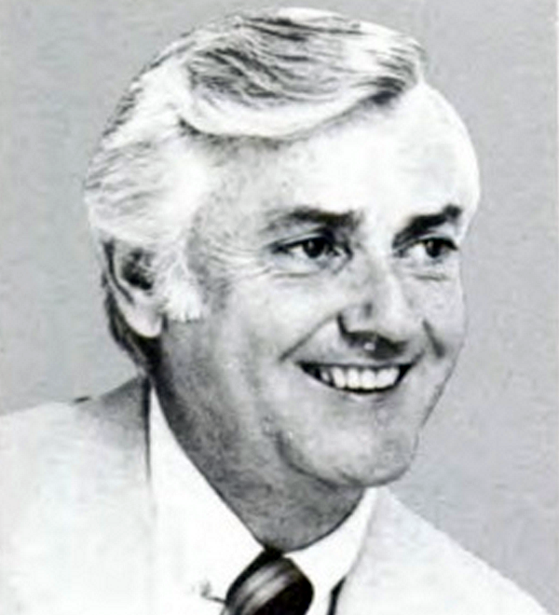
James L. Nelligan (1981)

James Leo Nelligan (* 14. Februar 1929 in Wilkes-Barre, Pennsylvania) ist ein ehemaliger US-amerikanischer Politiker. Zwischen 1981 und 1983 vertrat er den Bundesstaat  Pennsylvania im US-Repräsentantenhaus.

## Werdegang
James Nelligan besuchte die öffentlichen Schulen seiner Heimat und danach bis 1946 die Coughlin High School, ebenfalls in Wilkes-Barre. Im Jahr 1951 absolvierte er das dortige King’s College. Er diente in der US Army und arbeitete als Buchhalter. Zwischen 1951 und 1967 war er für das Government Accountability Office in Washington, D.C. tätig, von 1967 bis 1970 dann für den Kongressausschuss Committee on Government Operations. Danach war er zwischen 1970 und 1973 bei der Bundesbehörde Office of Economic Opportunity angestellt. Anschließend war er bis 1975 in Diensten der General Services Administration. Danach arbeitete er bis 1979 für den Kongressunterausschuss Subcommittee on Oversight and Investigations, Committee on Interstate and Foreign Commerce.
Politisch wurde Nelligan Mitglied der Republikanischen Partei. Bei den Kongresswahlen des Jahres 1980 wurde er im elften Wahlbezirk von Pennsylvania in das US-Repräsentantenhaus in Washington gewählt, wo er am 3. Januar 1981 die Nachfolge des Demokraten Ray Musto antrat. Da er im Jahr 1982 nicht bestätigt wurde, konnte er bis zum 3. Januar 1983 nur eine Legislaturperiode im Kongress absolvieren.
Zwischen 1983 und 1985 war James Nelligan als Deputy Secretary of Revenue beim Finanzministerium des Staates Pennsylvania tätig. Bis 1987 war er Direktor bei der Vertretung seines Staates in der Bundeshauptstadt Washington. Danach ist er politisch nicht mehr in Erscheinung getreten.